# Раджеш Хана
Раджеш Хана (роден като Джатин Хана; 29 декември 1942 г. – 18 юли 2012 г.) е индийски актьор, филмов продуцент и политик. Той е известен като „Първата суперзвезда на Боливуд“, последователно участва в рекордните 15 успешни филма за самостоятелни герои между 1969 и 1971 г. Той е най-високо платеният актьор в хинди киното през 70-те и 80-те години на XX век. Неговите отличия включват четири награди на BFJA и пет награди Filmfare, а през 2013 г. е посмъртно удостоен с Падма Бхушан, третото най-високо гражданско отличие в Индия.
Хана прави своя дебют през 1966 г. с Aakhri Khat, което е първото официално участие на Индия в наградите „Оскар“ през 1967 г. През 2005 г. той е удостоен с наградата Filmfare за цялостно творчество на 50-ата годишнина от наградите Filmfare. Член е на парламента в 10-ия Лок Сабха от избирателния район на Лок Сабха в Ню Делхи между 1992 и 1996 г., избран на междинните избори в Ню Делхи през 1992 г. като кандидат за Индийския национален конгрес. Жени се за Димпъл Кападия през март 1973 г., осем месеца преди дебютният ѝ филм Bobby да излезе на екран, и има две дъщери от брака. По-голямата му дъщеря, Туники Кхана, е актриса, която е омъжена за актьора Акшай Кумар, има и по-малка дъщеря, Ринке Кхана.
Хана умира на 18 юли 2012 г. след боледуване.